# العلاقات الإريترية الجامايكية
العلاقات الإريترية الجامايكية هي العلاقات الثنائية التي تجمع بين إريتريا وجامايكا.

## مقارنة بين البلدين
هذه مقارنة عامة ومرجعية للدولتين:
| وجه المقارنة                                              | إريتريا                                      | جامايكا       |
| --------------------------------------------------------- | -------------------------------------------- | ------------- |
| المساحة (كم2)                                             | 117.60 ألف                                   | 10.99 ألف     |
| عدد السكان (نسمة)                                         | 6.33 مليون                                   | 2.95 مليون    |
| الكثافة السكانية (ن./كم²)                                 | 53.83                                        | 268.43        |
| العاصمة                                                   | أسمرة                                        | كينغستون      |
| اللغة الرسمية                                             | اللغة التغرينية، اللغة العربية، لغة إنجليزية | لغة إنجليزية  |
| العملة                                                    | ناكفا                                        | دولار جامايكي |
| الناتج المحلي الإجمالي (بليون دولار)                      | 2.61 مليار                                   | 14.77 مليار   |
| الناتج المحلي الإجمالي (تعادل القوة الشرائية) بليون دولار |                                              | 24.79 مليار   |
| الناتج المحلي الإجمالي الاسمي للفرد دولار أمريكي          |                                              | 5.23 ألف      |
| الناتج المحلي الإجمالي للفرد دولار أمريكي                 |                                              | 8.88 ألف      |
| مؤشر التنمية البشرية                                      | 0.391                                        | 0.719         |
| رمز المكالمات الدولي                                      | +291                                         | +1876         |
| رمز الإنترنت                                              | .er                                          | .jm           |
| المنطقة الزمنية                                           | ت ع م+03:00                                  | 00            |

## منظمات دولية مشتركة
يشترك البلدان في عضوية مجموعة من المنظمات الدولية، منها:
| علم المنظمة | اسم المنظمة                                 | تاريخ انضمام إريتريا | تاريخ انضمام جامايكا |
| ----------- | ------------------------------------------- | -------------------- | -------------------- |
|             | مؤسسة التمويل الدولية                       | 11 أكتوبر 1995       | 31 مارس 1964         |
|             | منظمة حظر الأسلحة الكيميائية                | ?                    | ?                    |
|             | يونسكو                                      | 2 سبتمبر 1993        | 7 نوفمبر 1962        |
|             | الاتحاد الدولي للاتصالات                    | 6 أغسطس 1993         | 18 فبراير 1963       |
|             | الأمم المتحدة                               | 28 مايو 1993         | 18 سبتمبر 1962       |
|             | منظمة الشرطة الجنائية الدولية               | ?                    | ?                    |
|             | البنك الدولي للإنشاء والتعمير               | 6 يوليو 1994         | 21 فبراير 1963       |
|             | الاتحاد البريدي العالمي                     | ?                    | ?                    |
|             | وكالة ضمان الاستثمار متعدد الأطراف          | 10 سبتمبر 1996       | 12 أبريل 1988        |
|             | مجموعة دول أفريقيا والكاريبي والمحيط الهادئ | ?                    | ?                    |

## وصلات خارجية
- موقع وزارة الخارجية الجامايكية